# Max Oelschlaeger
Max Ferdinand Rudolf Oelschlaeger (* 18. August 1861 in Stettin; † nach 1929) war ein deutscher Reichsgerichtsrat.

## Leben
Oelschlaeger studierte unter anderem in Leipzig Rechtswissenschaften trat 1884 in den preußischen Staatsdienst. 1896 wurde er Staatsanwalt. 1904 beförderte man ihn zum Staatsanwaltschaftsrat. 1907 wurde er Kammergerichtsrat. 1916 kam er als Rat an das Reichsgericht. Er war im IV. und III. Strafsenat tätig. 1929 wurde ihm von der Universität Leipzig die Ehrendoktorwürde verliehen. Er trat vor 1932 in den Ruhestand.

## Familie
Oelschlaeger war Sohn von Rudolf Oelschlaeger, dem Direktor und Präsidenten der Berlin-Stettiner Eisenbahn-Gesellschaft. Der Chirurg und Schriftsteller Carl Ludwig Schleich heiratete seine Schwester Hedwig. Nach Schleich war er ein ausgezeichneter Musiker. Oelschlager war evangelisch-reformiert, galt aber nach 1933 als "jüdischer Jurist".